# Petr Vok z Rožmberka
Petr Vok z Rožmberka (německy Peter Wok von Rosenberg; 1. října 1539 Český Krumlov – 6. listopadu 1611 Třeboň) byl český šlechtic, politik a představitel českých stavů ze šlechtického rodu Rožmberků. V nábožensky citlivém českém předbělohorském prostředí patřil k předním představitelům protestantské stavovské většiny.
Byl synem vladaře rožmberského domu Jošta III. z Rožmberka a jeho druhé manželky Anny z Rogendorfu. Pouhých čtrnáct dní po jeho narození jeho otec zemřel a poručníkem se stal nejdříve jeho strýc Petr V. z Rožmberka a později Albrecht z Gutštejna, Oldřich Holický ze Šternberka a Jeroným Šlik. Vzdělání se mu dostalo od domácích učitelů na zámku v Českém Krumlově.
Po dosažení dospělosti žil dlouho ve stínu svého staršího bratra Viléma. Na rozdíl od svého staršího bratra, který byl celý život katolíkem, se Petr Vok stal v mládí novoutrakvistou a později členem Jednoty bratrské. Po Vilémově smrti zdědil rožmberské dominium. Hrozícímu hospodářskému kolapsu způsobenému obrovskými dluhy zabránil prodejem podstatné části dominia. V roce 1609 patřil k vůdcům protestantské stavovské většiny, která dosáhla vydání Rudolfova majestátu. Při vpádu pasovských v roce 1611 obětoval rožmberský rodinný poklad, aby umožnil vyplacení pasovského vojska a zabránil tak dalšímu pustošení země.
Oženil se až ve čtyřiceti letech s mnohem mladší Kateřinou z Ludanic. Po z počátku idylickém manželství, kdy mladičká Kateřina velmi oceňovala pozornost, kterou jí stárnoucí Petr Vok věnoval, se brzy objevily první manželské neshody, ve kterých svou roli hrálo i postupující psychické onemocnění Kateřiny. Z manželství se nenarodil žádný potomek a Petr Vok se tak stal posledním členem svého rodu. Zemřel v roce 1611 a byl pochován v rožmberské hrobce v klášteře ve Vyšším Brodě. Protože krátce po jeho smrti zemřel i jeho synovec Jan Zrinský ze Serynu, stali se dědici celého rožmberského dominia Švamberkové. Petr Vok se stal předmětem legendy a po své smrti se proměnil ve vzor štědrého dobrodince a příkladného renesančního kavalíra. V obecném povědomí je Petr Vok vnímán především jako roztomilý prostopášník.

## Život

### Dětství a mládí

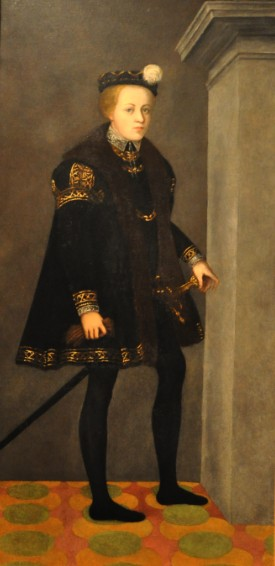
Dětský portrét Petra Voka

Narodil se 1. října 1539 na hradu v Českém Krumlově jako syn vladaře rožmberského domu Jošta III. z Rožmberka a jeho druhé manželky Anny z Rogendorfu. Jako projev těsných svazků s předešlými pokoleními dostal v rožmberském rodě nezvyklé ztrojené jméno Petr Vok Volf. Zatímco první dvě jména připomínala jeho příbuzné po meči (strýce Petra V. a děda Voka II.), třetí jméno odkazovalo na děda z matčiny strany Volfa z Rogendorfu. Už o čtrnáct dní později se stal polovičním sirotkem, když 15. října 1539 jeho otec zemřel. Dne 22. října 1539 byl Petr Vok v Českém Krumlově pokřtěn a jeho kmotrem se stal rodinný přítel Albrecht z Gutštejna.
Po smrti Jošta z Rožmberka se ujal vladařství nad rožmberským dominiem i poručnictví strýc sirotků Petr V. z Rožmberka. Ač byl poručník plný dobrých úmyslů ve prospěch osiřelých synovců a neteří, brzy docházelo k neshodám mezi ním a ovdovělou Annou z Rogendorfu. Výsledkem více než rok trvajících konfliktů se stala dohoda, podle které musel Petr z Rožmberka vyplatit vdově její věno zvýšené na částku 9000 zlatých rýnských. Anna se poté musela odstěhovat z rožmberských panství a ztratila také jakýkoliv vliv na výchovu svých dětí.
Protože Petr z Rožmberka se sám nemohl ujmout výchovy dětí, musel najít nějaké jiné řešení. Zatímco šestiletého Viléma strýc poslal nejdříve do školy v Mladé Boleslavi a později v Pasově, ostatní sourozenci (včetně tříletého Petra Voka) našli útočiště v Jindřichově Hradci u tety Anny Rožmberské z Hradce, vdovy po Jindřichovi VII. z Rožmberka.
Dne 6. listopadu 1545 Petr z Rožmberka zemřel. Díky jeho šetrnosti se v době jeho vladařství podařilo zbavit rožmberské dominium většiny dluhů a dokonce našetřit i větší sumu v hotovosti. Pro své synovce začal také stavět palác na Pražském hradě. Ještě před smrtí ustanovil poručníky rožmberských sirotků Albrechta z Gutštejna, Oldřicha Holického ze Šternberka a Jeronýma Šlika. Zásluhou poručníků (především Albrechta z Gutštejna) byly obnoveny narušené rodinné vztahy a Anna z Rogendorfu se mohla vrátit do Českého Krumlova, kde se mohla ujmout péče o své děti, které se vrátily z Jindřichova Hradce. Zatímco Vilém dále zůstával na škole v Pasově. Poručníci se mezitím svědomitě starali o rozmnožení rožmberského majetku. Postupně přikoupili panství Lhenice, městečko Planá nad Lužnicí s několika vesnicemi v okolí Tábora, panství Želeč, Drslavice a snad ještě za jejich správy byla dohodnuta i koupě panství Vimperk od Jáchyma z Hradce.
Na rozdíl od svého staršího bratra dostalo se Petru Vokovi základům vzdělání u domácího učitele na zámku v Českém Krumlově. Jeho učitelem se stal profesor pražské univerzity Gabriel Svěchin z Paumberka. Pod jeho vedením existovala v Českém Krumlově v letech 1547–1551 šlechtická zámecká škola, kde se kromě Petra Voka z Rožmberka vzdělávali i jeho příbuzní Ferdinand a Jan Fridrich Hoffmannové z Grünpüchlu, Kavkové z Říčan a Šlejnicové ze Šlejnic. Vyučovalo se zde především čtení a psaní v češtině a také základům náboženství. Se svými šlechtickými spolužáky pak mohl Petr Vok procvičovat němčinu. O své školní úspěchy a nově nabyté dovednosti se často dělil v dopisech svému staršímu bratrovi do Pasova.
| „                                         | Tento lístek proto k Tobě jsem napsal svou rukou vlastní, abys porozuměti mohl, jakou hrou a kratochvílí v tomto mým mladým věku se zaneprazdňuji. | “ |
| — Petr Vok v dopise svému staršímu bratru | |   |

V roce 1551 odešel z rožmberských služeb Gabriel Svěchin z Paumberka a bylo potřeba najít pro Petra Voka nového učitele. Tím se na doporučení Jáchyma z Hradce stal Jan Makovský z Makové zvaný též Soběslavský či Aquarius, který byl rožmberským poddaným. Což Petru Vokovi způsobilo určité problémy.
| „               | Dvorská cháska některá když Petříčka tím tejrali, že jeho poddaný jej učiti bude, proto teskliv býti a plakati počal, jako by nějaká hanba mu tudy učiněna býti měla, že od svého poddanýho veden, řízen a trestán bude. | “ |
| — Václav Březan | |   |

Přesto zůstal Jan Makovský učitelem Petra Voka až do roku 1556. Nejmladší Rožmberk se učil především „literárnímu umění“, etice a latině. Přestože měl k výuce vytvořeny ty nejlepší podmínky a nepostrádal pravděpodobně i potřebné nadání, výsledky byly ovlivněny nedostatečným zájmem o hlubší vzdělání. V pozdějších letech své určité ledabylosti hořce litoval.

### Habsburským dvořanem
S přibývajícím věkem se domácí prostředí začalo stávat Petru Vokovi těsným. Školní výuka jej nezajímala a rytířské dovednosti už přiměřeně ovládal. Starostlivost matky, která jej chtěla ochránit před „zlým světem“, jej naopak přiváděla k alespoň částečné snaze po osamostatnění, které měl představovat třeba i zisk vlastního pečetidla.
| „                                              | … za to vás žádám, že mi dáte v Praze sekryt udělati, neb nemám ani čím listuov svých, kderé píši, zapečetiti, než toliko moším každý do kanceláře, aby mi zapečetěn byl, posílati; a někdy v kanceláři žádnýho nebude, pak moším ledačíms zapečetiti. A ať mi jej pěkně vyryje, aby v zlatě bylo; neškodilo by nic, abyšte mi i prsten dali udělati. | “ |
| — Petr Vok v dopise Kryštofu Buzickému z Buzic | |   |

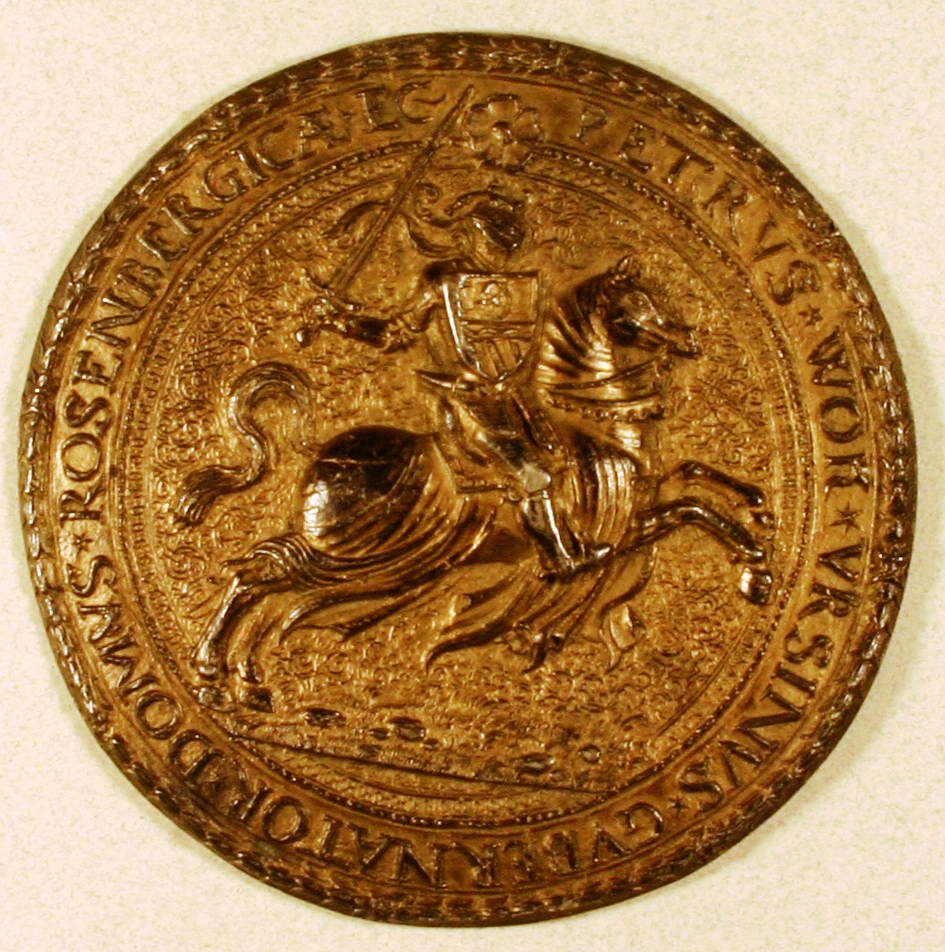
Pečeť Petra Voka z Rožmberka

Snahu po určitém osamostatnění svého mladšího bratra podporoval i Vilém z Rožmberka, a tak mu poskytl určité finanční prostředky pro vydržování nevelkého dvora v čele s hofmistrem Vítem Šmogerem ze Schmograu. Na rozdíl od staršího bratra Viléma, jehož „zrání“ bylo cílevědomě urychlováno, Petru Vokovi zůstala zachována časově neomezená možnost osvojit si aristokratické zvyky na habsburském dvoře. Na podzim roku 1557 se Petr Vok sblížil s Jiřím Arnoštem z Henneberka, který byl s Rožmberky spřízněn. Ten využil situace k nenápadné protestantské agitaci a v Petru Vokovi našel nejvděčnějšího posluchače. Využil jeho záliby v knihách a začal mu z Německa posílat evangelickou literaturu. Do konce 50. let jej získal pro protestantismus natolik, že zde je možné hledat počátek Vokova odpadu od katolictví.
| „               | Mezitím osvícené kníže a pán, pan Jiří Ernst neb Arnošt z Henneberku, byv v dobrém přátelství s Panem Petrem Vokem z Rožmberka, naschvále vypravil posla z Mansfeldu na Krumlov a pánům z Rožmberka některé knihy evangelitské, vnově na světlo vydané, aby čítajíce je, z nich v pravdě boží známosti hojnější nabývali, odeslal. A tudy příčinou byl, že pan Petr Vok náklonnost k učení evangelitskému jměl. | “ |
| — Václav Březan | |   |

Přestože se Petr Vok nestal nijak horlivým luteránem, jeho příklon k luteránství se na veřejnosti neutajil. Komplikovalo mu to jeho snahu uchytit se na dvoře Ferdinanda I. Nechal se dokonce přemluvit k tomu, aby v průběhu říšského sněmu v Augsburgu přijal eucharistii katolickým způsobem, aby veřejně demonstroval svoji pravověrnost. Ale ani to nerozptýlilo pochybnosti o jeho náboženské orientaci, a tak se povýšení na císařského komorníka nedočkal. Poté, co Petr Vok pochopil, že naděje na kariéru v okolí císaře neexistuje, začal se orientovat na následníka trůnu Maxmiliána. Maxmilián byl Petrovi blízký i svou náboženskou nevyhraněností. V okolí následníka trůnu se mu dařilo vynikat nad šedivý průměr dvořanstva a počátkem 60. let 16. století se stal komorníkem krále Maxmiliána, viz proto i symbol tohoto čestného úřadu, komornický klíč u pasu na jeho portrétu. Reprezentaci rodu podporoval i Vilém z Rožmberka, který Petru Vokovi poskytoval dostatek financí k zajištění úrovně hodné nejvýznamnějšího českého šlechtického rodu.

### Kavalírská cesta
Při volbě a následné korunovaci Maxmiliána II. na římského krále ve Frankfurtu nad Mohanem na podzim roku 1562 se Petr Vok sblížil s Vilémem Oranžským. Princ Oranžský chtěl využít Petra Voka k usnadnění proniknutí do blízkosti Maxmiliána II. a možná očekával, že i v budoucnosti by mohl Rožmberk působit jako prostředník mezi nizozemskou šlechtou, českými stavy a budoucím císařem Maxmiliánem. Tehdy se zrodila myšlenka pozvat Petra Voka do Nizozemí.

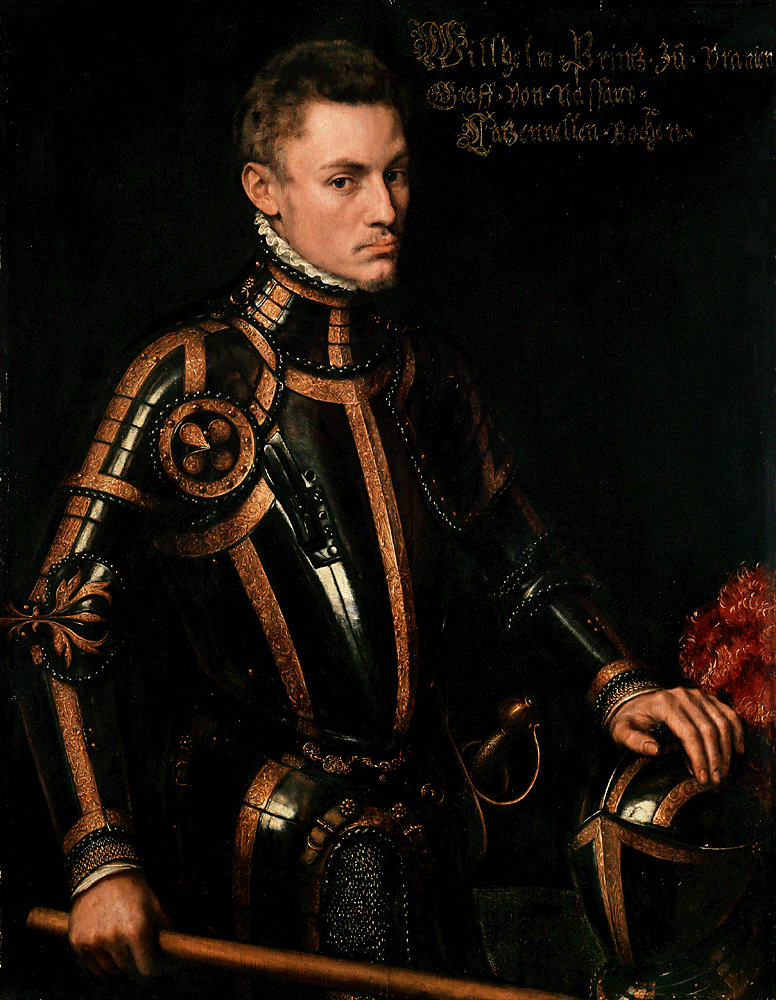
Vilém I. Oranžský

Na cestu se vydal 8. prosince 1562 v doprovodu Václava Holického ze Šternberka, Václava Říčanského z Říčan, Davida Ungnada ze Suneku a několika dalších osob. Během prosince projeli Německem (čtyři dny strávil v Kolíně nad Rýnem) a 28. prosince dorazili do Cách, odkud pokračoval do Maastrichtu. Poslední den roku pak strávili v Lutychu. Počátkem ledna pokračovali dále na území nizozemských provincií. Kromě Viléma Oranžského jej přijali i další významní nizozemští představitelé Lamoraal Egmont a Charles de Berlaymont.
Při své cestě si Petr Vok počínal jako turista dychtící po co největším počtu zážitků. Během cesty se na vlastní oči přesvědčil o vyspělosti Nizozemí. Fascinovala jej především lidnatost zdejších měst, která patřila k největším v Evropě, ale i čilý obchodní ruch. Petr Vok utrácel během pobytu velké částky peněz za obrazy a knihy. Na jejich přepravu zakoupil dokonce speciální přepravní truhlu.
Na přelomu ledna a února se Petr Vok vydal na dvoutýdenní návštěvu Anglie. Díky doporučení Viléma Oranžského se jej ujali angličtí lordi a 31. ledna 1563 jej dokonce přijala anglická královna Alžběta I. Na rozloučenou mu věnovali angličtí lordi smečku ušlechtilých ohařů, kterou si přivezl domů a kterou mu později na honech záviděli mnozí čeští šlechtici. Zpáteční cesta z Anglie se neobešla bez komplikací a lodi, na které plul, hrozilo ztroskotání.
| „                                                    | …na otevřeném moři v Anglii se zdvihl silný vítr, proto jsme noc strávili ve velkých útrapách a pluli jsme v ustavičném nebezpečí, neboť loď se kymácela sem a tam a houpala se nahoru dolů. A vlny vrhaly vodu do lodě. Vypadalo to, jako by chtěla loď se vším na palubě klesnout ke dnu, avšak všemocný Bůh, jemuž patří chvála a poděkování, byl s námi, milostivě nás zachoval a pomohl nám z otevřeného moře. | “ |
| — Die niderlendische raiss od Petra Voka z Rožmberka | |   |

Petr Vok původně plánoval, že se z cesty vrátí do dvou měsíců, ale cesta se více než dvojnásobně protáhla a umožnila mu důkladné poznání nizozemských provincií. Do Českého Krumlova se tak vrátil až 22. dubna 1563. Během cesty si Petr Vok psal podrobné poznámky, ze kterých později vznikl dokumentárně cenný cestovní deník Die niderlendische raiss, který umožňuje sledovat jeho putování a zážitky den za dnem. Během cesty si všestranně rozšířil své obzory počínaje hospodářskými a technickými záležitostmi a konče náboženskými postoji. I po návratu ze své kavalírské cesty zůstával Petr Vok ve spojení s významnými představiteli nizozemských provincií. Skutečným agentem nizozemským stavů, který by pravidelně informoval o dění na habsburském dvoře se pravděpodobně nikdy nestal.

### Ve stínu staršího bratra
Brzy poté, na základě dohody ze dne 14. září 1565, postoupil Vilém tři svá panství svému mladšímu bratrovi Petru Vokovi, aby se mohl osamostatnit. Jednalo se o hrad Choustník s městem Soběslaví, tvrz Želeč a panství Vimperk. I přes oddělení zůstávala zmíněná panství součástí rožmberského dominia a v otázkách náboženské správy, ale i jejich případného prodeje zůstalo Vilémovi rozhodující slovo. Zároveň se ale Vilém zavázal odvádět daně i z postoupených panství.
Za své sídlo si Petr Vok zvolil Vimperk, protože na něm došlo v polovině 16. století alespoň k částečným opravám. Zbývající hrady na postoupených panství byly ponuré gotické pevnosti, které nemohly uspokojit nároky renesančního životního stylu. Odlehlost panství, ale i omezení stanovená bratrem Vilémem přestávala Petru Vokovi vyhovovat. Proto v červnu 1569 zakoupil od Kryštofa II. ze Švamberka bechyňské panství a na podzim téhož roku dům na Starém městě pražském. Přestože 23 750 kop českých grošů za bechyňské panství celkově zaplatil až v roce 1577, jako své sídlo si zvolil Bechyni okamžitě. Během následujících let se z bechyňského hradu stal zásluhou Petra Voka jeden z nejskvostnějších renesančních zámků v Čechách. Interiér zámku vyzdobil malíř Gabriel Blonde.

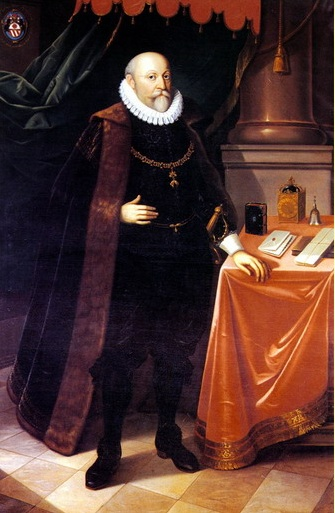
Vilém z Rožmberka, starší bratr Petra Voka

Petr Vok vedl na bechyňském zámku okázalý způsob života, ke kterému patřily i časté bujaré pijácké zábavy. Jen v letech 1573–1576 hostila bechyňská rezidence více než 100 představitelů 80 různých šlechtických rodů, kteří se zde účastnili pijáckých zábav. Kromě šlechticů se zábav účastnili rožmberští úředníci, měšťané a někdy dokonce i církevní hodnostáři. Obklopen nejen šlechtici, ale i mladými ženami bavil se Petr Vok tak, že jej jeho přátelé před takovým způsobem života varovali a doporučovali mu brzký sňatek.
| „                                                        | Račte s tím pitím na uzdě držeti. Mně se už zbyteční truňci spomínají. Nejlepší věc Vaší Milosti uznávám a toho bych srdečně přál, abyste se voženiti ráčili, a tak byste ráčili míti doktora doma, který by hojil duši i tělo Vaší Milosti. | “ |
| — Václav Skuhrovský ze Skuhrova Petru Vokovi z Rožmberka | |   |

Během let se zadlužení Petra Voka zhoršilo natolik, že v první polovině 70. let 16. století dosáhlo 180 000 kop míšeňských grošů, což znamenalo skoro čtyřnásobek hodnoty bechyňského panství. Věřitelé postupně ztratili důvěru ve schopnost Petra Voka své dluhy splácet, a proto si vyžádali vydání zatykačů, které jim umožňovaly se jej zmocnit a uvěznit jej na tak dlouho, dokud jejich pohledávky nebudou uspokojeny. Zatímco na vlastních statcích mu nehrozilo téměř žádné nebezpečí, pobyt na cizích panstvích a především v Praze představoval značné riziko. Vzhledem k tomu, že zatykače platily ještě v roce 1575, nemohl se také zúčastnit důležitého zemského sněmu, který jednal o přijetí České konfese.
| „                                                                | A v tom žádám, že mne poslechneš a Prahy příjezdem svým, což můžeš nejdéle, vzdálíš. Nebo na tě číhají, jakž přísloví, co rybář na parmu. | “ |
| — Václav Holický ze Šternberka v dopise Petru Vokovi z Rožmberka | |   |

Petr Vok si uvědomoval, že tíživou situaci nebude schopen sám vyřešit. Obrátil se proto s žádostí o pomoc na svého staršího bratra. Vilém mu však poskytnout půjčku odmítl a zdůvodnil to především vlastními finančními problémy. Argumentoval ale i Vokovým nedbalým hospodařením, které způsobilo jeho problémy. Námitky mířily také proti bujarému způsobu života na Vokově dvoře. Zazněla od něho i hrozba, že by mohl Vokovi odebrat dříve svěřené statky.
| „                                                           | Že jest pak nyní v dluhy velké vešel, toho koupení panství Bechyňského příčina hodná položiti se nemůže, protože jest bylo panu bratru to patrně vytčeno, co se bude moci každého roku jistiny zaplatiti, odkud se mají úroci zpravovati, a nad to vejše k outratě komora páně bratrova že by byla sdostatkem opatřena. Však ta správa nic dále netrvala než do koupení a postoupení Bechyně; než vzal před sebe to, aby měl na zámku deset nebo dvanáct děveček a děvčat, ty mají své zvláštní dostatečné opatření, to jsou jeho komornice, ty jmívají klíče od pokojů a dnem i nocí nevěrně jeho opatrují i k stolu mu slouží. K tgomu žádné pobožnosti, žádného řádu, žádné správy v ničemž není, outrata nesmírná, čeledi nepotřebné s ženami množství, ježto jest mi o tom těžko slyšeti, až mne srdce bolí. Kteréžto příčiny i jiné mnohé od pana bratra všecko požehnání boží vzdalují – pak pán Bůh račiž mne toho zachovati, abych ho měl v takovém neřádném způsobu fedrovati. | “ |
| — Vilém z Rožmberka v dopise Kuneši Dvořeckému z Olbramovic | |   |

Další tlak věřitelů v průběhu roku 1574 způsobil, že se Petr Vok znovu pokorně obrátil na svého bratra s žádostí o pomoc, ve které mu tentokrát sliboval i uspořádání svých hospodářských a rodinných záležitostí, a také to, že bude Vilémovi oddaným a věrným služebníkem. Vilém pochopitelně nestál o bratrův úpadek, který by vrhl stín na celý rožmberský rod. Poté, co se přesvědčil, že slova o nápravě jsou míněna vážně, zakročil v jeho prospěch. Využil přitom své autority, která dokázala zklidnit nedočkavé věřitele. Vilémův zákrok znamenal pro Petra Voka záchranu. Poučen z minulosti využil svých schopností a začal se věnovat správě svých panství. Po roce 1575 se tak začaly dostavovat první hospodářské úspěchy. Podařilo se mu uspokojit nejdotěrnější věřitele a snížit zadluženost na přijatelnou úroveň.

### Válka srybníkáři
Rostoucí zadlužení Petra Voka a nesnáze z toho vyplývající vedly ke snaze řešit finanční problémy tvrdým postupem k poddaným. Ten byl ještě znásoben bezohledností některých jeho úředníků jako byl např. bechyňský hejtman Jan Lažický z Písnice. Napětí mezi „zámkem a podzámčím“ narostlo do takové míry, že můžeme mluvit o spiknutí. Spiklenci začali připravovat zabití želečského hejtmana Kryštofa Srbického ze Zálezl a Vokova dvořana Jindřicha Lapáčka ze Rzavého. Jejich nenávist se však postupně nespokojila jen s nižšími šlechtici, ale směřovala přímo proti Petru Vokovi. Na počátku spiknutí stála vzpoura několika poddaných z Dobronic u Bechyně proti ponižujícímu zacházení ze strany Jindřicha Lapáčka. Vzbouřenci se dokonce pokusili Lapáčka dvakrát zabít. Petr Vok se ve sporu postavil na stranu svého dvořana a podezřelé osoby nechal přísně potrestat. Dne 4. února 1569 se u Soběslavi konala poprava tří vzbouřenců. Tvrdé tresty měly zastrašit ostatní vzbouřence, ale měly spíše opačný dopad. Během února se vzbouřenci dohodli na způsobu jakým pomstu provedou. Vůdcem vzbouřenců se stal rybníkářský hejtman Ondra Borák, který měl mezi rybníkaři výjimečné postavení. Při práci na rybníku Hrbově se padesát rybníkářů rozhodlo vyhlásit Petru Vokovi nepřátelství a rozšířit po cestách opovědní listy. Spiklenci střídavě hlídali na sedmi místech kolem třech hlavních lokalit, kde se zdržoval Petr Vok (Želeč, Soběslav, Bechyně).
| „                                           | A když sme do toho lesa šli, já nevěděl, kde přijdeme. A oni mi teprva pověděli..., že půjdem na jednoho stavu panského, na pana Petra z Rožmberka, a já nepůjdu-li s nimi, že mne na kusy rozsekají. I musil jsem s nimi jíti. A oni nás napomínali, abychom s palicemi pospolu byli, a když oni kterýho služebníka zastřeli, abychom my ho teprva palicemi bili. Jan z lesa Starý že jest toho všeho puovod byl a že jest říkal: „Nebudeť nám více dávati dobrejch tovaryšuov utráceti.“ | “ |
| — Z útrpného vyznání Jana jinak Jíry Kučery | |   |

Jednotlivé skupiny rybníkářů byly velmi dobře vyzbrojeny. Podle pozdějších svědectví nechyběly mezi jejich výzbrojí ručnice, sekery, šavle či palice. Spiklenci tak představovali pro každého šlechtice skutečné nebezpečí. Petr Vok se začal vydávat na cesty jen s nejvyšší obezřetností. Zároveň vystupňoval pronásledování rybníkářů i všech dalších podezřelých osob. Využil k tomu i své funkce hejtmana Bechyňského kraje. Střet mezi oběma stranami nabyl existenční povahy. Petr Vok využil toho, že jej spiklenci sami včas varovali a podařilo se mu nástrahám uniknout. Při pronásledování spiklenců využil nejen svých, ale i bratrových úředníků. Podporu přitom našel nejen u jiných šlechtických rodů, ale i u královských měst. Tak rozsáhlá „policejní akce“ neměla v českých zemích v druhé polovině 16. století obdoby. Na popravišti postupně skončili všichni spiklenci, kteří byli dopadeni a při mučení usvědčeni. Množství popravených prý bylo takové, že jejich hlavami by Petr Vok naplnil jednu truhlici. Ačkoliv se mu během osmi let podařilo úspěšně rozprášit tábor vzbouřenců, jejich vůdce, rybníkářského hejtmana Ondru Boráka, se mu však dopadnout nepovedlo. V nelítostném boji o svou záchranu odkryl Petr Vok jednu ze svých nejtemnějších stránek.

### Sňatek
Bujarý mládenecký život zanechal následky na zdraví Petra Voka. Už od mládí jej sužoval kámen v močovém měchýři, který mu velmi znepříjemňoval jízdu na koni. Špatná životospráva pak způsobovala, že se přidávaly další zdravotní problémy. Na jaře roku 1577 se jeho zdravotní stav zhoršil natolik, že rozhodl zvolit lázeňskou léčbu v Hojné Vodě na Novohradsku. Kromě v té době běžných léčebných kúr mu lékař nařídil omezení v jídle a pití a také pohlavní zdrženlivost. Po skončení kúry se Petr Vok vrátil na Bechyni zotaven, ale zároveň si uvědomil, že bujaré mládí nenávratně skončilo.
Teprve s blížící se čtyřicítkou se Petr Vok začínal pomalu vzdávat bezstarostného mládeneckého života a začal uvažovat o sňatku. Jeho vyvolenou se stala Kateřina z Ludanic. Svatbu pomáhal domlouvat i Petrův starší bratr Vilém. Protože Vilém z Rožmberka se z žádného ze svých dosavadních třech sňatků nedočkal dědice, vymínil si, že pokud se Petru Vokovi narodí syn, bude mu v osmi letech svěřen do výchovy. Dne 9. dubna 1579 byla v Praze uzavřena svatební smlouva a mohly začít přípravy ke svatbě.
Snoubenci se poprvé blíže poznali v září 1579 na svatbě Anny z Hradce s Oldřichem Felixem Popelem z Lobkovic. Petr Vok zde oficiálně zastupoval císaře Rudolfa II. a mohl se své nastávající představit jako významný a mocný šlechtic. Jejich vlastní svatba pak proběhla 14. února 1580 na zámku v Bechyni. Sňatek ve svých verších oslavil německý básník Jan Frederus. Novomanžele spojovalo i to, že oba v dětství osiřeli a oba byli posledními příslušníky svého rodu. Brzy po sňatku propukl spor o ludanické dědictví. Petr Vok obvinil Kateřininy poručníky Hynka Brtnického z Valdštejna, že nevydal Kateřině truhly se stříbrem, a Zachariáše z Hradce z nezodpovědné správy sirotčího majetku. Situaci komplikovalo to, že oba šlechtici zastávali nejdůležitější moravské úřady (Zachariáš z Hradce byl moravským nejvyšším komorníkem a místodržícím moravským zemským hejtmanem, Hynek Brtnický pak moravským nejvyšším sudím). Hlavní roli korunního svědka v připravovaném soudním sporu měl hrát Zdeněk Kavka z Říčan, dávný spojenec Viléma z Rožmberka a přítel Kateřinina otce Václava z Ludanic. Těsně před začátkem sporu byl ale Zdeněk Kavka zákeřně zavražděn. Z původně velkého ludanického dědictví tak nakonec přinesla Kateřina do manželství jen Helfštejnské panství s městem Lipníkem nad Bečvou.
Velký věkový rozdíl, který byl mezi novomanžely (Kateřině bylo v době svatby pravděpodobně kolem 13 let a teprve dospívala v ženu) překonával s humorem a ke své novomanželce často přistupoval jako shovívavý otec. Po z počátku idylickém manželství, kdy mladičká Kateřina velmi oceňovala pozornost, kterou ji stárnoucí Petr Vok věnoval, se brzy objevily první manželské neshody. Svůj vliv zde měla i postupující psychické onemocnění Kateřiny. Podle svědectví současníků se i deset let po svatbě Kateřina chovala dětinsky a potměšile.

### Náboženská konverze

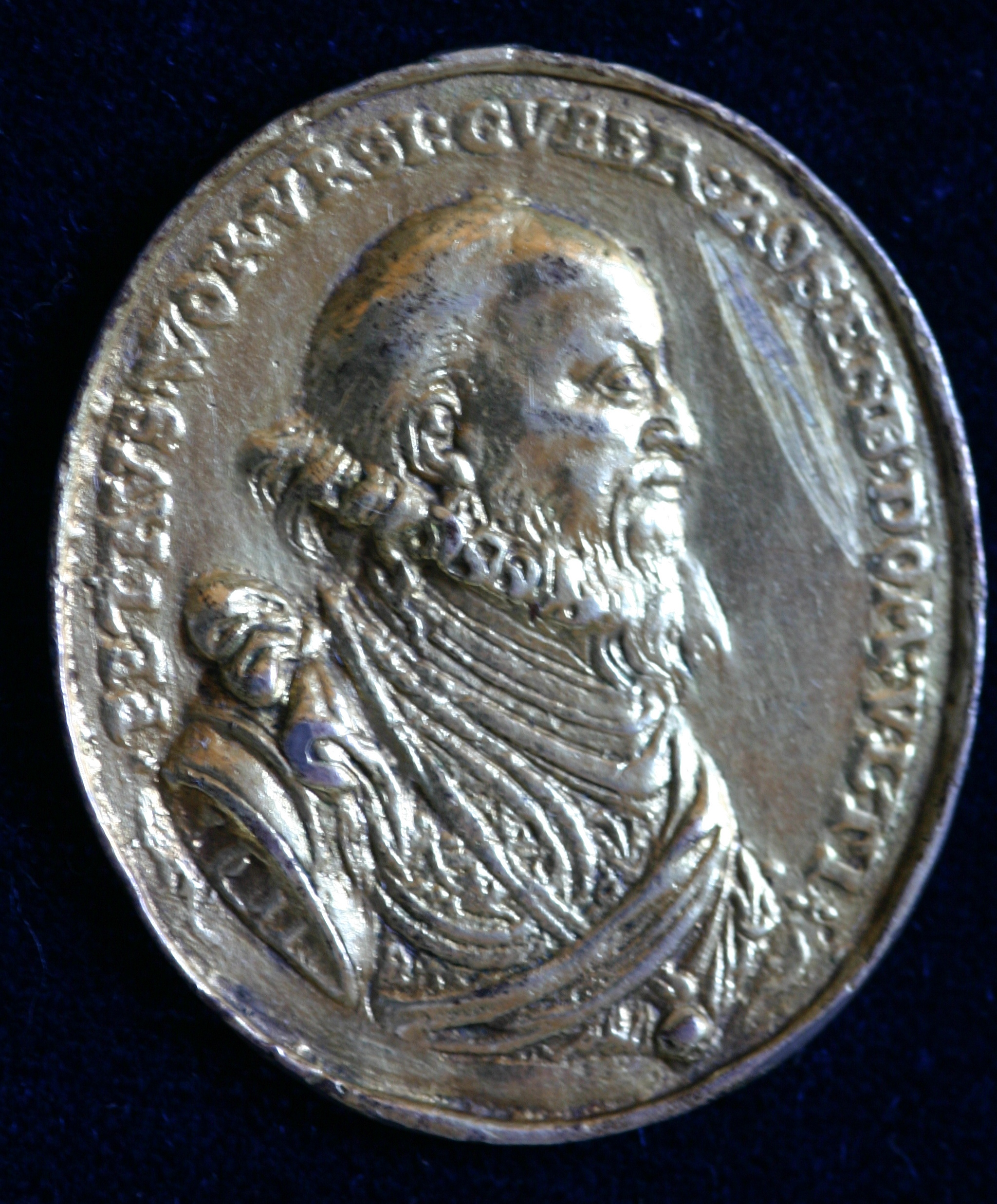
Medaile Petra Voka z Rožmberka

V druhé polovině roku 1582 došlo k prudkému ochlazení vztahů mezi rožmberskými bratry. Petr Vok, který se již od roku 1562 hlásil k (novo)utrakvismu, se na základě dlouhého uvažování přiklonil k Jednotě bratrské. Samotný vstup do Jednoty bratrské se uskutečnil pod vedením horažďovického seniora Jakuba Velkého 30. listopadu 1582. Už dříve (pravděpodobně v září) na Bechyňský zámek povolal Matěje Hrona, aby zde zahájil bratrské bohoslužby a na jaře roku 1583 získal i stálého kazatele v osobě Jindřicha Daniela Švarce ze Semanína. Pravděpodobně pod jeho vlivem nechal Petr Vok vybudovat budovu bratrského sboru na bechyňském zámku, kterou postavil Baltazar Maggi z Arogna. Petr Vok, který nejdříve projevoval své bratrské přesvědčení především na vlastních panstvích se v roce 1587 odhodlal k okázalé demonstraci své nové víry. V květnu přijímal Večeři Páně od bratrských kněží při návštěvě Mladé Boleslavi a v září se podobně prezentoval i na Moravě v Lipníku nad Bečvou.
| „                                                   | … tu v Lipníku pikharti ty dni svú schůzku a shromáždění, sjedouce se z Polsky, z Čech a odsud (z Moravy), mají, biskupy - jak sobě to jméno falso usurpují (falešně přisvojují) - volili, své rúhavé posluhování měli a radu. Pán Buoh ví jakú, drželi v přítomnosti mnohých našich Moravcuov. I pan bratr Vaší milosti byl u nich ve sboře, který také jich vychováním (potravinami) nemalým nákladem opatřil a paní (Kateřina) sama s jinými paními jim jídlo strojila… | “ |
| — Stanislav Pavlovský v dopise Vilémovi z Rožmberka | |   |

Svým jednáním působil Petr Vok velké komplikace svému staršímu bratru, který stál v čele zemské vlády v Čechách, kde byla Jednota bratrská na základě královských mandátů zakázána. Pobouřený Vilém pohrozil svému mladšímu bratrovi majetkovým postihem a vzkázal mu, že svěřená panství mu může kdykoliv odebrat. Roztržka obou bratří byla tak výrazná, že když se Vilém z Rožmberka v lednu 1587 počtvrté ženil, Petr Vok mu ani nepřijel na svatbu. Brzy ale přerostla rámec rožmberského rodu a projevovala se i ve veřejném životě, obzvláště ve vztazích mezi katolickou a bratrskou šlechtou, kde oba bratři stáli na proti sobě. V roce 1588 snad Vilém dokonce uvažoval i o vydědění mladšího bratra.

### Poslední Rožmberk
Na přelomu 80. a 90. let 16. století se začal postupně zhoršovat zdravotní stav Viléma z Rožmberka. V souvislosti s tím se o snížení napětí mezi oběma bratry snažila jak jejich sestra Eva, která zprostředkovala jejich setkání v létě roku 1589, tak i Vilémův hofmistr Jáchym Metych z Čečova. Petr Vok se v této době snažil, aby žádným způsobem nevyvolal hněv svého staršího bratra a když Vilém v květnu 1592 naposledy přijel do Prahy, připravil mu velkolepé uvítání. Vilém tak přes všechny vzájemné rozpory nepřikročil k vydědění svého mladšího bratra a po Vilémově smrti 31. srpna 1592 se Petr Vok stal posledním vladařem domu rožmberského. V letech 1593–1597 nechal Petr Vok svému staršímu bratrovi v českokrumlovském kostele sv. Víta postavit nádherné mauzoleum z červeného mramoru od sochaře Jiřího Bendla.
| „               | Nový hrob pánu v kůru kostela krumlovskýho farního udělán a sklenut, kdež i prve tělo osvícené kněžny Anny Marie, markrabíny z Báden, předešlé manželky páně, pohřeb jmělo. ... Než epitaphium, kteréž v oltáři velikým Jeho Milost pán, pan Petr Vok, až k klenutí nahoru vysoko od mramoru a gypsu etc. panu bratru svýmu udělati ráčil, do tří tisíc stálo. | “ |
| — Václav Březan | |   |

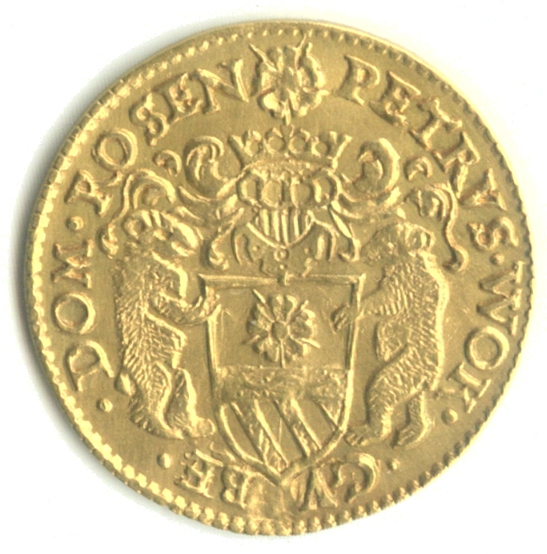
Mince Petra Voka z Rožmberka, ražená v Rychlebské mincovně

Bezprostředně po převzetí dominia Petr Vok vědomě navázal na Vilémovo vladařství. Bez nejmenších námitek uznal jeho odkazy, především v zaopatření jeho vdovy Polyxeny. Vyplatil ji věno ve výši 25 000 kop a přidal k tomu i polovinu klenotů, stříbrného nádobí, ozdob a jiných cenností z Rožmberského paláce v Praze.
Spolu se staršími dluhy Petra Voka přesahovalo celkové zadlužení astronomickou částku 1 000 000 míšeňských kop (z toho 155 000 kop činily starší dluhy Petra Voka). Za hospodářskými obtížemi se skrývaly především obrovské náklady na Vilémovu politickou kariéru a reprezentaci, které výnos z rožmberského dominia nestačil pokrýt.
| „               | A tu také hned někteří nedavše dobře nebožtíkovi pánu vystydnouti, dostavše takové příležitosti, jíž by byli za nebožtíka užíti nemohli, zboží rožmberská divně losovali, trhali a pána svými obmysly javše, k své vůli přivedli. | “ |
| — Václav Březan | |   |

Aby alespoň na čas unikl věřitelům, formálně převedl Petr Vok po Vilémově smrti většinu svého majetku na svou manželku Kateřinu z Ludanic. Přesto se však brzy musel odhodlat k radikálnějšímu řešení a začít vzniklou situaci řešit postupným odprodejem některých panství. V roce 1593 tak odprodal panství Helfštýn s Lipníkem nad Bečvou Hynkovi Bruntálskému z Vrbna, panství Helfenburk s Bavorovem městu Prachatice a panství Miličín Španovským z Lisé. Za prodané statky utržil asi 220 000 kop grošů míšeňských, což na splacení všech dluhů nestačilo.

### Turecké tažení

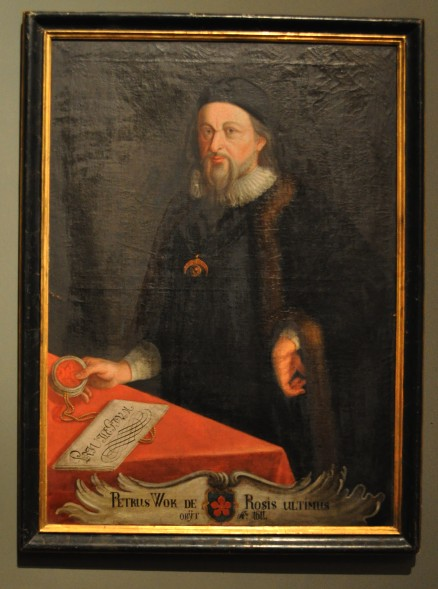
Petr Vok z Rožmberka

Na podzim roku 1593 přerostly pohraniční střety na habsbursko–osmanské hranici v otevřenou válku. České stavy schválily svolání zemské hotovosti k protitureckému tažení. Velitelem vojska se měl stát nejvyšší purkrabí Adam II. z Hradce, ale císař Rudolf si přál, aby spíše řídil správu Čech. Protože funkce byla spojená s nutností financování vojska v době, kdy se přechodně nedostávaly peníze od císaře či stavů, připadali v úvahu jen zámožní šlechtici. Mezi hlavní kandidáty tak patřili především Petr Vok z Rožmberka, Jan z Valdštejna a Jiří Bořita z Martinic. Adam z Hradce postupně získal i ostatní místodržící pro svého stýce Petra Voka. Přes snahy některých katolických představitelů o Vokovu diskreditaci (vadilo především jeho nekatolické vyznání) císař Rudolf jeho jmenování schválil. Petr Vok zatím spíše hledal argumenty proto, aby jmenování mohl odmítnout. V dopise Adamovi z Hradce si stěžoval na nedostatek zdraví, paměti a zraku. Uváděl také, že je zatížen velkými dluhy, a proto jen těžce získává nové půjčky.
I přesto Adam z Hradce pokračoval ve svém přesvědčování. Důraz kladl především na to, že přijetí generálské hodnosti by zvýšilo Petrovu společenskou autoritu a zároveň během doby, kdy by se zabýval obranou země, by byl chráněn před svými věřiteli. Petr Vok se nakonec nechal přesvědčit a na konci srpna začal s přípravami k tažení. Na rožmberských panstvích se shromáždilo asi 1500 rožmberských ozbrojenců, kteří tak tvořili téměř desetinu českého vojska. Z Českého Krumlova vyrazil Petr Vok se svými oddíly 5. září. Při přehlídce ve Znojmě, kde se shromáždilo české vojsko, dosáhlo velikosti 15 500 pěších vojáků a 2000 jezdců. Výzbroj většiny vojáků však byla nedostatečná a také jejich výcvik byl nedokonalý. Zemská hotovost tak obvykle mohla sloužit jen jako rezerva účinnějších profesionálních žoldnéřských vojsk.
Problémy způsobovalo i určení vojenské výpravy, která měla být zásadně určena k obraně zemí České koruny a jen výjimečně měla překročit hranice do Uher. Rozhodování ztěžovala Petru Vokovi i nepřehledná situace. Původně chtěl dodržet plánovaný pochod na Prešpurk a Komárno, ale po porážce arciknížete Matyáše od Turků a jeho ústupu do Rakouska a poté, co se vzdala pevnost Ráb, na něj naléhal jak Matyáš, tak i císař Rudolf II. a čeští místodržitelé, aby se vydal k Vídni. Petr Vok žádal z Prahy jasné instrukce, protože nehodlal nést odpovědnost za změnu, kterou ještě nedávno čeští nejvyšší úředníci odmítali. Požadovanou jednoznačnou instrukci sice nedostal, ale bylo mu sděleno, že se má řídit Matyášovými pokyny. Zemská hotovost se tedy vydala k Vídni, odkud pokračovala k Prešpurku. Do žádných bojů ale nezasáhla, protože kvůli blížící se zimě Turci přerušili obléhání Komárna a vrátili se do zimních táborů.
Konečně 3. listopadu 1594 bylo české vojsko rozpuštěno. Část viny za neúspěšnou výpravu byla kladena Petru Vokovi z Rožmberka. Přes celkový neúspěch vojenské kampaně mělo pro Petra Voka turecké tažení velký význam. Získané zkušenosti totiž využil při programu systematického vyzbrojování svého dominia, které se tak mělo stát schopným ubránit se nejen proti útokům zvenčí, ale i proti vnitřním nepřátelům. V následujících letech věnoval velké finanční částky na zajištění moderní výzbroje a výstroje pro nejméně 2000 vojáků a také na vybudování moderního dělostřelectva, které hrálo ve válečných konfliktech stále důležitější roli. Také Třeboň nechal přestavět v takřka nedobytnou pevnost.

### Záchrana dominia
Z tureckého tažení se Petr Vok vrátil do Třeboně 11. listopadu 1594. Během tažení u jeho manželky Kateřiny opětovně propukla její psychická porucha. Po návratu z tažení se tak setkal na místo s manželkou spíše s lidskou troskou. Petr Vok se proto postaral, aby zbývající léta svého života Kateřina prožila v důstojném prostředí a zabezpečil jí početný fraucimor, pro jehož příslušnice bylo soužití s psychicky nemocnou Kateřinou leckdy složité. Zároveň se Petr Vok rozloučil se svou představou, že dominium zachraňuje pro svou manželku a v prosinci 1595 převzal zpět veškeré rožmberské jmění a rozhodl pro jiného dědice. Novým dědicem rožmberského rodu se měl stát jeho synovec Jan Zrinský ze Serynu.

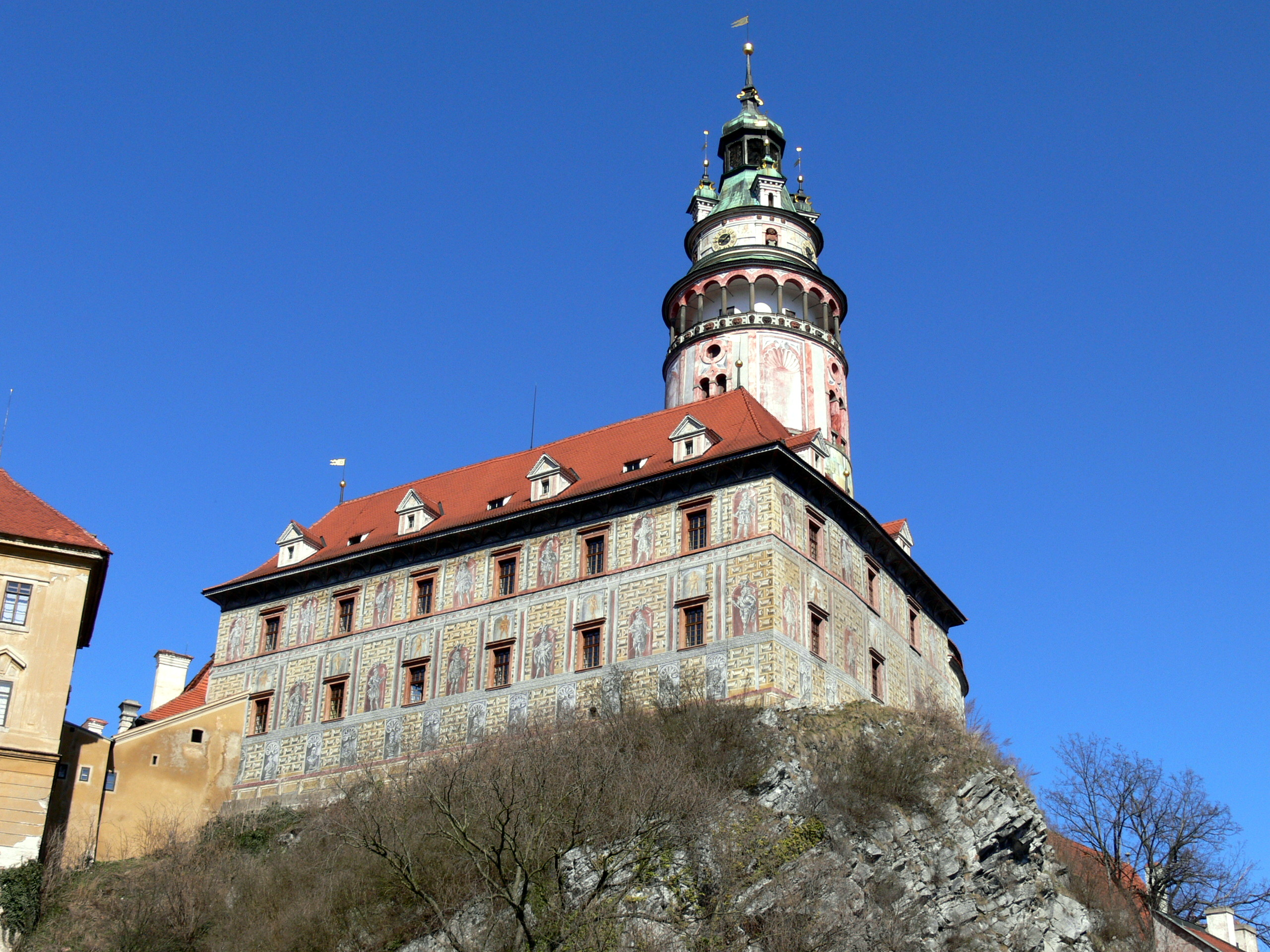
Zámek v Českém Krumlově, hlavní sídlo Petra Voka z Rožmberka v letech 1592–1602

Aby dále snížil úvěrové zatížení dominia pokračoval Petr Vok v odprodejích statků. V roce 1594 odprodal vesnice v okolí Soběslavi a Tábora různým rytířským rodům a následujícího rodu prodal Deštnou Vilému Rutovi. Začal také po částech rozprodávat choustnické panství (ponechal si z něho jen město Soběslav, které připojil k Třeboňsku). V roce 1596 prodal i Bechyni se Želčí Adamovi ze Šternberka za 118 000 kop grošů. Východní část strážského panství prodal Adamovi z Hradce za 26 000 kop. V roce 1599 koupil pasovský biskup Leopold rakouský Haslach za 10 000 kop a téhož roku Petr Vok prodal se značnou ztrátou Rychleby a Silberberk za pouhých 15 000 kop. Brzy poté změnil majitele i Vimperk, který koupil Volf Novohradský z Kolovrat. Jen v letech 1592–1599 tak prodejem panství získala rožmberská komora více než 500 000 kop grošů. Přesto však stále zůstával dluh převyšující 400 000 kop.
I v době vrcholné finanční krize Petr Vok z Rožmberka nezanedbával reprezentaci rodu. V letech 1590–1602 tak rožmberská komora vydala za nákup různých klenotů částku necelých 21 000 kop grošů českých a za oblečení (z něhož část tvořily služebnické livreje) 39 500 kop grošů českých. V roce 1596 si pak nechal v Itálii pořídit stříbrné manželské postele, za jejichž látkové obestření ze zlata a stříbra krumplovaného drahým kamením a perlami zaplatil 2200 kop grošů míšeňských. V té době také na českokrumlovském dvoře obklopovalo Petra Voka 180–200 dvorských osob, což bylo o více než 40 osob více než kolik jich o čtyřicet let dříve působilo na dvoře jeho staršího bratra Viléma.
Dne 22. června 1601 zemřela po delší nemoci manželka Petra Voka Kateřina z Ludanic. Po její smrti bylo její tělo tři dny vystaveno na třeboňském zámku. Pohřbena byla na konci března následujícího roku v rodinné rožmberské hrobce ve Vyšebrodském klášteře. Po smrti Kateřiny z Ludanic zaujala výsadní postavení mezi dvorními dámami Zuzana pocházející z rytířského rodu Vojířů Sasků z Vacovic. Kateřinina smrt znamenala, že Petr Vok přestal kalkulovat s tím, že zachraňuje dominium pro svou manželku a rozhodl se pro radikální řešení svého zadlužení. Pro uhrazení dluhů se rozhodl k nejrazantnějšímu zásahu do zděděného rožmberského dominia a dohodl se na odprodeji panství Český Krumlov císaři Rudolfu II. Prodej se realizoval v letech 1601/1602 za 422 000 kop míšeňských grošů. Definitivně opustil Petr Vok Český Krumlov 3. dubna 1602.
| „               | ... ve středu po neděli Květné, Jeho Milost pán Krumlovu dal odpuštění a hod velikonoční na Třeboni slavil. A tak z Krumlova pěkně, jako by zase přijeti měl, jakž říkají, se vykradl. Nebo bez velikého pláče a kvílení věrných poddaných a lidí potřebných, kteréž rovně co otec živil, nebyl by vyjeti moci ráčil. | “ |
| — Václav Březan | |   |

Petru Vokovi se tak sice podařilo zabránit hospodářskému kolapsu, ale jen za cenu podstatného zmenšení rožmberského dominia. I po nucených prodejích byl Petr Vok z Rožmberka třetím nejbohatším velmožem v Čechách. Na jeho panstvích žilo na počátku 17. století přes 4500 osedlých. Po prodeji Českého Krumlova přesídlil Petr Vok natrvalo do Třeboně. V té souvislosti se v Třeboni rozvinula rozsáhlá stavební aktivita. V letech 1605–1606 nechal postavit budovy knihovny, obrazárny a lékárny. Zároveň bylo také upravováno jihovýchodní zámecké křídlo, které malbami vyzdobil malíř Tomáš Třebechovský.
Dne 2. září 1602 byl vydán protibratrský mandát, kterým byli členové Jednoty bratrské postaveni mimo zákon. V této situaci se Petr Vok nerozhodl pro konfrontaci, ale pro ústup. Ze svého dvora propustil bratrského kazatele.

### Rudolfův majestát
V září roku 1608 se Petr Vok setkal ve Lnářích s předními zemskými úředníky. Setkání se účastnili nejvyšší purkrabí Adam ze Šternberka, nejvyšší komorník Volf Novohradský z Kolovrat a nejvyšší zemský sudí Adam z Valdštejna, kteří všichni patřili mezi umírněné katolíky. Dále pak Jan Jiří ze Švamberka, který byl rozhodným novoutrakvistou. Sám Rožmberk, který se hlásil k Jednotě bratrské, měl ale zatím bližší vztahy s uvedenými katolíky a na schůzce působil jako prostředník. Schůzka přispěla ke stmelení stavovské obce.

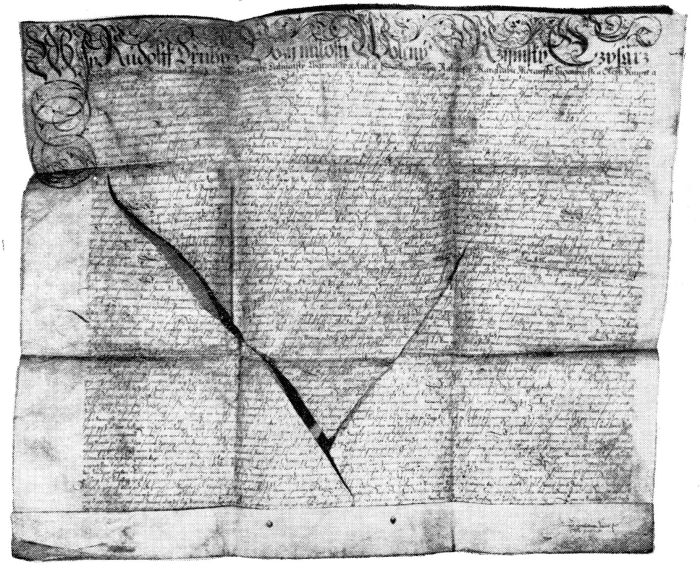
Rudolfův majestát pro Čechy

Zmíněná schůzka byla jen počátkem další Rožmberkovy aktivity. Petr Vok z Rožmberka byl totiž stále více vnímán jako nejvýznamnější autorita opozičního nekatolického tábora. Právě proto se schůzka zástupců protestantské šlechty z Čech, Rakouska a z Říše uskutečnila v listopadu 1608 na Vokově sídle v Třeboni. Jednání se zúčastnili Kristián z Anhaltu, Adam Budovec z Budova (syn Václava Budovce z Budova), Bernard z Puchheimu, Jiří Erazim Tschernebl, Jáchym Novohradský z Kolovrat a Ondřej Hofmann z Grünpüchlu.
Rožmberkovy kontakty s opozicí nezůstaly utajeny pražskému dvoru. Poté, co byla zabavena korespondence pražského agenta Kristiána z Anhaltu, která tyto kontakty dokazovala, hrozila Petru Vokovi obžaloba z velezrady. Královská komise kterou tvořili Adam ze Šternberka, Adam z Valdštejna, Vilém Slavata z Chlumu a Košumberka a Tiburcí Žďárský položila jménem panovníka Rožmberkovi čtyři otázky. Odpovědi Petra Voka na ně byly vyhýbavé a zamlžovaly podstatu Rožmberkovy činnosti. Jeho odpovědi nemohly Rudolfa II. uspokojit. Ten ale neměl dost síly, aby mohl proti Petru Vokovi důrazněji zakročit. V listopadu připravil dvě memoranda (jedno pro evangelické stavy a druhé pro nejvyšší zemské úředníky) ve kterých nabádal stavy, aby se nedaly svést na scestí cizím duchovenstvem.
| „                                    | Však spolu jsme křesťané, a pokřtěni jsouce ve jmeno nerozdílné blahoslavené Trojice rozdílné dary boži máme; avšak není zde v nás obojích dokonalosti žádné, ale té v nebi očekáváme. Sama pak láska Boha a bližního jest svazek dokonalosti. Jsme všickni Čechové, jsme krev jedni druhých; jednoho Pána Boha, jednoho krále, jedno právo české máme; trpme raději Čechové sebe, než abychom potom jiné cizí a daleké národy trpěti musili, kteříž by nás všech mezi sebou trpěti nechtěli, ale usilovali by nás všechny trápiti a snad i ven ze země potomně vyhnati. Nechť pro Boha! pod spůsobem náboženství kněžstvo cizího a dalekého národu sem se nevtírá, ale ať každý národ svůj spravuje. A smýšlím, že i strana pod jednou, ba i ta naše nejmilostivější vrchnost po pánu Bohu úpí a lká pod tím duchovním jhem. Nebo co dobrého zemím a královstvím mnohým i vrchnostem s sebou přineslo to kněžské přespolní cizího národu spravování, ať nedím, nad vrchnost světskou – čehož Bůh nanařídil – k svému užitku vladařství, vůbec patrněji jest, než aby se o tom mluviti mělo. | “ |
| — Z memoranda Petra Voka z Rožmberka | |   |

Na začátku roku 1609 vrcholily přípravy střetu mezi nekatolickými stavy a císařem. Dne 28. ledna 1609 byl zahájen zemský sněm, který se měl mimo jiné zabývat požadavkem českých stavů na projednání jejich náboženských záležitostí. Stavové požadovali odvolání mandátu proti Jednotě bratrské z roku 1602 a také náboženské svobody obsažené v české konfesi. Během jednání sněmu se vláda snažila o narušení stavovské jednoty. Po zdlouhavých bezvýsledných jednáních císař sněm 1. dubna ukončil. Přerušení sněmovního jednání využil Petr Vok k dokončení dohody se Švamberky a 8. dubna 1609 došlo k obnovení dědické smlouvy mezi Rožmberky a Švamberky. Na základě této dohody sestavil Petr Vok 23. dubna svou novou poslední vůli.
Stavovská opozice mezitím svolala nový sněm, který měl začít 4. května 1609. Vzápětí císař sněm výslovně zakázal, protože jeho vyhlášení proběhlo bez jeho souhlasu. Stavové ale jeho zákaz odmítli vzít na vědomí. V obavě z otevřené konfrontace císař sněm 27. května povolil. Když jednání s císařem nevedla k vytčenému cíli, stavovská opozice 23. června ustavila vládu třiceti direktorů, která převzala vládu v zemi. Čestným předsedou vlády zvolili Petra Voka z Rožmberka jako ocenění jeho zásluh o stavovskou opozici. S jeho aktivní účastí na správě země však vzbouřené stavy nepočítaly. Petr Vok jim poskytl finanční půjčku ve výši 20 000 kop, která se později změnila v dar.
Konečně 9. července 1609 podepsal císař Rudolf II. majestát ve znění, které podle české konfese připravil Václav Budovec z Budova ve spolupráci s Petrem Vokem. Brzy po vydání Majestátu začalo docházet k vážným rozepřím mezi nekatolickým duchovenstvem, které do značné míry odrážely konkurenční spory mezi luterány a kalvinisty v cizině. Petr Vok se snažil těmto sporům čelit finanční podporou literatury, která by rozkladným vlivům v protestantském táboře bránila. Jen během roku 1609 nechal třikrát vydat v Amberku německé znění České konfese. Zásluhou Petra Voka byl v této době pravděpodobně do češtiny přeložen spis falckého teologa Bartholomea Pitiska Pokojné křesťanské bratrství neb tovaryšství podání, které nabádalo k překonání konfesijních sporů mezi protestanty.

### Vpád Pasovských
I po své porážce stvrzené libeňským mírem se císař Rudolf II. nepřestával oddávat nadějím, že se situace obrátí v jeho prospěch. Císař toužil po pomstě všem, kteří mu podle jeho názoru ublížili. Pomoci splnit jeho záměry mu měl jeho bratranec pasovský biskup Leopold. Pod záminkou řešení konfliktu v knížectví Jülich-Kleve naverboval Leopold vojsko, které mělo pomoci obnovit Rudolfovu ztracenou autoritu v českých zemích.

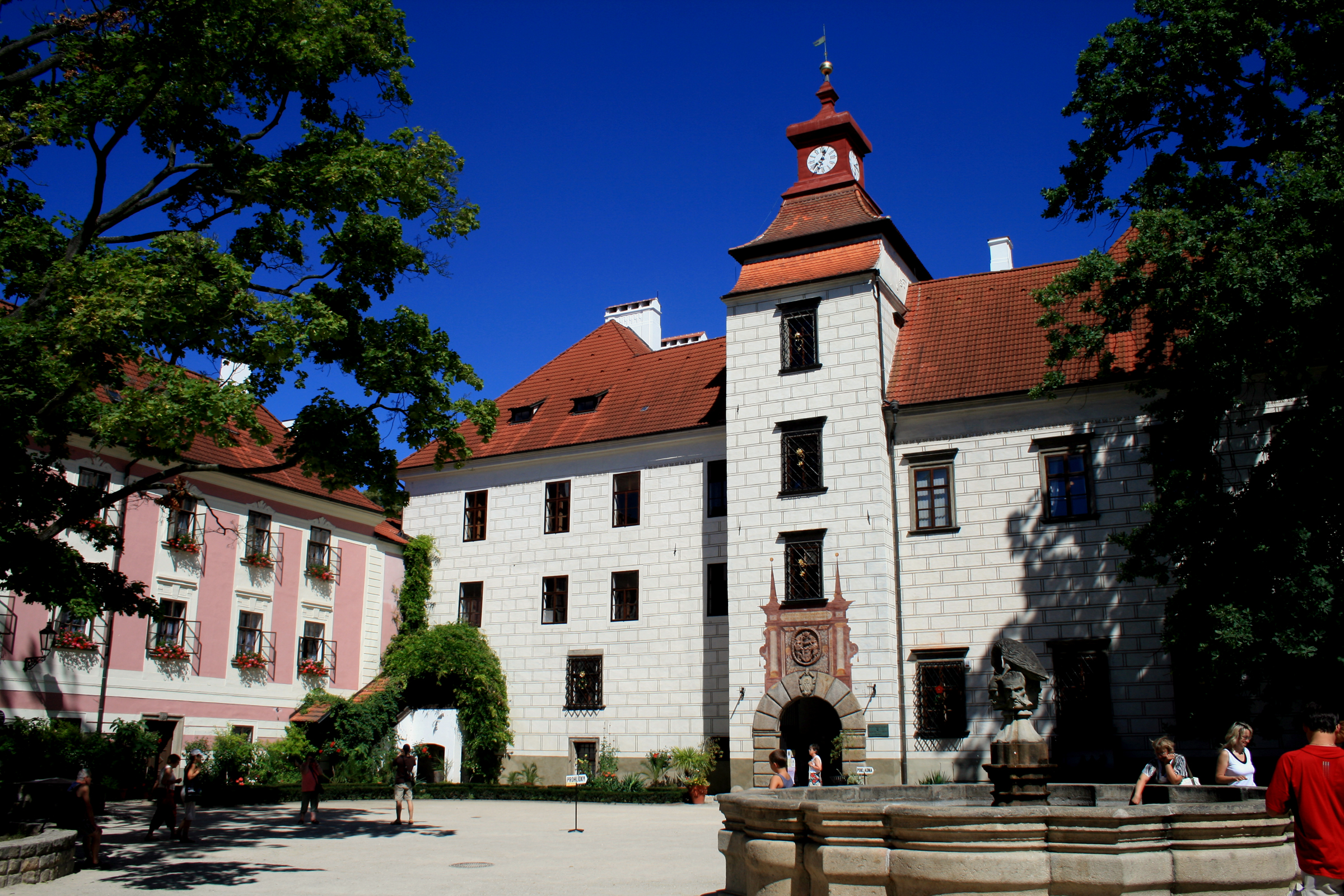
Třeboňský zámek, hlavní sídlo Petra Voka v letech 1602–1611

Prozíravost Petra Voka při vyzbrojení své rezidence zachránila Třeboň od vyplenění města pasovskými.
| „                      | Když tedy jistý díl těch škúdcův zemských přitáhl k Třeboni, dovolili jim přistoupiti až k samému valu třeboňskému a poté pouštěli na ně velikou i malou střelbu s těmi ohnivými nástroji tak silně, že jich veliký počet tu mizerně skapal, a ani od té chvíle neměli žádné více chuti po rožmberské kořisti dychtiti. | “ |
| — Pavel Skála ze Zhoře | |   |

Nedlouho poté ztroskotal i pasovský útok na Soběslav. Po svém neúspěchu začali pasovští vyhrožovat prokopáním hrází Rožmberského rybníka a zaplavením celého dominia. Obavy, že by vzniklá povodeň mohla ohrozit i Prahu, urychlily vyslání vojenské pomoci Matyáše Habsburského. Asi 1500 pěšáků a 600 jezdců sice výrazně posílilo rožmberské jednotky, k případnému útoku proti pasovským však ani poté rožmberské síly nestačily. Navíc Petr Vok nechtěl konflikt řešit násilně a dával přednost vyplacení a rozpuštění vojska. S tím souhlasil i Matyáš, který se při posledních Rudolfových dobrodružstvích stal jediným východiskem z krize. K zaplacení dlužného žoldu pasovským se však neměl ani císař Rudolf s arciknížetem Leopoldem, ani Matyáš, kterému se nedostávalo finančních prostředků. Požádal proto Petra Voka a stavy dvou nejvíce postižených jihočeských krajů (bechyňského a prácheňského) o půjčku na vyplacení vojska. Petr Vok s půjčkou souhlasil s tím, že by jako záruku za půjčku dostala jihočeská šlechta do zástavy komorní panství Český Krumlov. Přestože tato podmínka nebyla splněna, pokračoval ve vyjednávání s představitelem pasovského vojska Michaelem Adolfem z Althanu. Teprve 21. května 1611 bylo dosaženo dohody, že vojsko bude vyplaceno a rozpuštěno (kromě asi 2000 vojáků, které Matyáš najal do svého nového pluku). Výška zadrženého žoldu dosáhla 148 000 kop míšeňských, z čehož celých 100 000 kop poskytl Petr Vok. Pro tyto potřeby použil i rodinný rožmberský poklad, který nechal roztavit a vyrazit z něho mince.

### Smrt a pohřeb

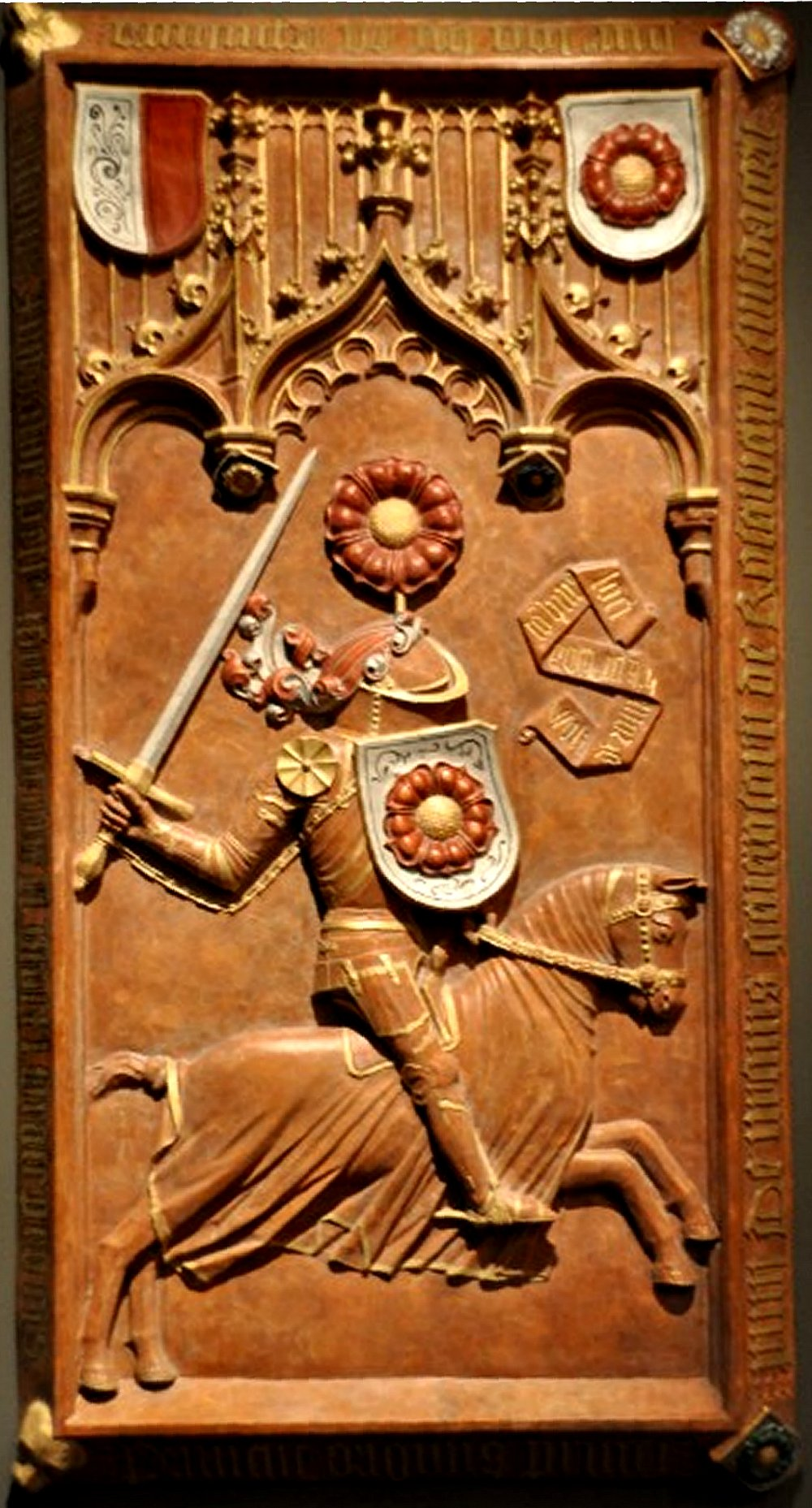
Rožmberský náhrobek nad rodovou hrobkou ve Vyšším Brodě

Petr Vok z Rožmberka zemřel 6. listopadu 1611 krátce po čtvrté hodině ranní. Po smrti bylo tělo podrobeno pitvě. Po skončení pitvy bylo tělo balzamováno. Od 8. listopadu bylo tělo vystaveno v jedné ze zámeckých místností, kde se památce zemřelého chodili poklonit šlechtici, duchovní, měšťané i poddaní. Třídenní pohřební slavnost začala 30. ledna 1612. Smuteční průvod se vydal z třeboňského zámku do farního kostela sv. Jiljí. Rakev s mrtvým tělem neslo dvacet čtyři rytířů. Rakev byla pokryta aksamitovým přehozem s rožmberskými a ursinovskými erby. Po stranách rakve kráčelo padesát měšťanů z rožmberského dominia, a také rožmberští ozbrojenci. Pohřeb částečně poznamenala neúčast některých pozvaných knížat a nejvyšších úředníků Českého království, kteří se ve stejný čas sjeli do Prahy, aby se postarali o vyřízení záležitostí souvisejících s úmrtím Rudolfa II. Přesto se jej zúčastnili vyslanci nekatolické šlechty z Říše (např. vyslanci Fridricha Falckého, Jindřicha Julia Brunšvického, Kristiána I. z Anhaltu–Bernburgu, Karla Minsterberského, Jana Jiřího Krnovského aj.). Zádušní bohoslužbu v kostele svatého Jiljí sloužil nejvyšší představitel jednoty bratrské Matěj Cyrus. Vzhledem ke konfesijní různorodosti smutečních hostů se Cyrus snažil vyhnout všem momentům, které by se někoho z přítomných mohly negativně dotknout. Kázání uzavřel lyrickou oslavou rožmberského rodu. Během kázání jako symbol zániku rožmberského rodu rozlomil tabulku s nakreslenou červenou růží a shodil ji z kazatelny.
| „             | Růže tato vykořeněná: Ale jest do lepší zahrady přesazená Není rod slavný pánův z Rožmberka rezptýlen, ale jest do své vlasti (věříme nebeské) všecken spolu shrnut a shromážděn. Zde na světě jedni podruhých succesive živi byli, nyní se všickni v onom životě shledali: Zde se neviděvše předkův a potomkův svých neznali, v věčném životě se shledali, uhledali a radostně poznali. | “ |
| — Matěj Cyrus | |   |

Pohřební slavnosti přišly Švamberky na více než 18 000 míšeňských kop grošů. U příležitosti pohřbu složili písně Michal Rychnovský a Šimon Lomnický z Budče. Původně chtěl být Petr Vok pohřben v protestantském kostele sv. Jošta v Českém Krumlově, kde pro ten případ nechal vystavět hrobku. Po prodeji Českého Krumlova měl však obavy o osud protestantského kostela na komorním panství a rozhodl proto, že jeho tělo i tělo jeho manželky budou pohřbeny v rodinné hrobce ve Vyšším Brodě, i když to znamenalo, že bude pohřben v katolickém kostele. Rodová tradice tak zvítězila nad náboženským přesvědčením. Přes prvotní odpor vyšebrodského opata, který se zdráhal pohřbít v katolickém kostele jinověrce, se ukázalo, že i pro klášter bylo pohřebiště významné, o čemž mimo jiné svědčí i vybudování epitafu s rožmberským motivem v letech 1623–1629.
V letech 2007 a 2011–2021 probíhal nedestruktivní kamerový průzkum rožmberské hrobky v cisterciáckém klášteře ve Vyšším Brodě. Ověřil, že tělo Petra Voka je v  hrobce uloženo v cínovém sarkofágu s krucifixem na víku a na bocích s reliéfy lvích hlav a latinským nápisem, informujícím o pohřbu posledního Rožmberka. Nepotvrdila se tak pověst, kterou zaznamenal Bohuslav Balbín v Epitome rerum bohemicarum, podle které pohřbení Rožmberkové v kryptě sedí v křeslech.

### Dědicové

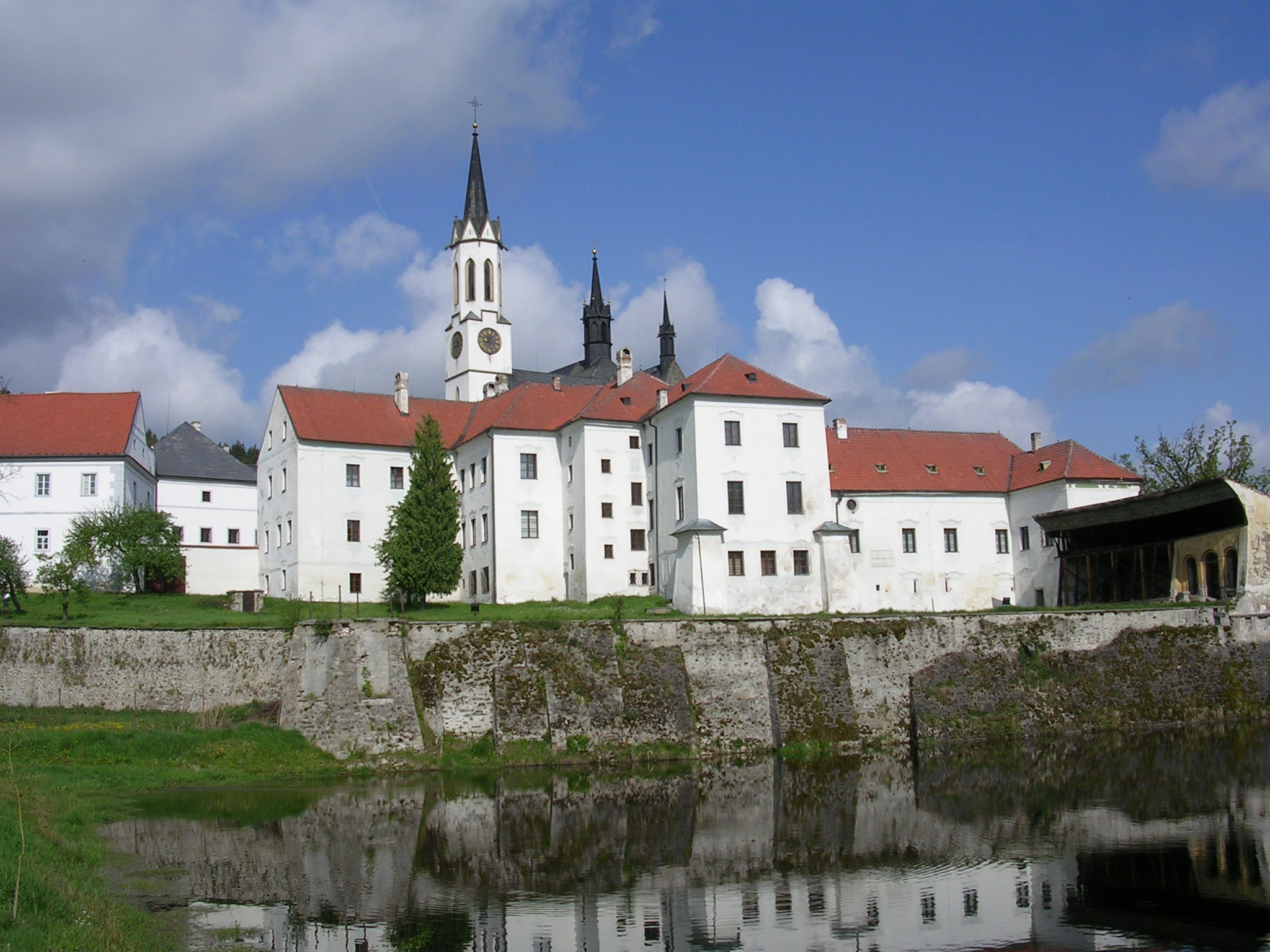
Vyšebrodský klášter, místo posledního odpočinku Petra Voka z Rožmberka

Za svého dědice považoval bezdětný Petr Vok svého synovce Jana, syna sestry Evy a roku 1597 na něj převedl panství Rožmberk. O tři roky později se začali na základě dohody o vzájemném nástupnictví, uzavřené roku 1484, domáhat dědictví Švamberkové. Definitivně uspěli až v lednu 1610, kdy došlo k dohodě mezi Petrem Vokem a Janem Zrinským na jedné straně a Janem Jiřím a Petrem ze Švamberka na straně druhé. Dohodu usnadnila smrt Volfa Novohradského z Kolovrat, který patřil k dalším zájemcům o rožmberské dědictví. Jan Jiří ze Švamberka také přestal trvat na získání veškerého rožmberského majetku, ale souhlasil s tím, aby Jan Zrinský získal panství Rožmberk a Libějovice, a také patronát nad Vyšebrodským klášterem. Špatné zdraví Jana Zrinského pak poskytovalo odůvodněnou naději na zisk i tohoto majetku (s výjimkou Vyšebrodského kláštera jehož patronát si vyhradil český král). Výsledkem dohody se stal testament (v pořadí už pátý), který Petr Vok nechal sepsat 23. dubna 1610. Jeho platnost byla potvrzena zápisem do zemských desk 1. prosince 1611. Pro případ, že by vymřeli Zrinští i Švamberkové měl rožmberský majetek podle závěti přejít do držení českých evangelických stavů a veškerý výnos z něho měl být vynakládán na vzdělávací, náboženské a charitativní výdaje.
Po smrti Petra Voka z Rožmberka převzal jeho dědic Jan Jiří ze Švamberka 28. prosince 1611 správu rožmberských panství. Dluhy po smrti Petra Voka z Rožmberka činily celkem 331 695 kop grošů. Větší část této částky však netvořily klasické dluhy vzniklé za života Petra Voka, ale odkazy přátelům. Například Kristiánovi z Anhaltu odkázal Petr Vok 30 000 kop grošů a Václavu Budovcovi z Budova 24 000 kop grošů. Odkaz na rožmberské dědictví vyjádřili Švamberkové i svou žádosti králi Matyáši o souhlas ke spojení švamberského a rožmberského erbu. V jeho nové podobě byla v pravé polovině rožmberská červená růže a v levé polovině švamberská labuť.

## Hodnocení
Hodnocení osobnosti Petra Voka z Rožmberka historiky bylo v minulosti různorodé. Zatímco Antonín Gindely jej označil za osobu bez vlastního názoru, kterého ovládaly intriky domnělých přátel, tak Jan Bedřich Novák jej považoval za „muže světového politického rozhledu“. Britský historik Robert J. W. Evans jej pokládal za jednu z nejpozoruhodnějších osobností své doby. V poslední době hodnotil Petra Voka Jaroslav Pánek jako osobnost, která se těžce a váhavě propracovávala k vlastním stanoviskům, ale poté co si utvořila svůj názor, snažila se jej poctivě hájit.
Stejně jako jeho starší bratr i on zaujímal ve stavovské obci privilegované postavení. Na rozdíl od Viléma, který se stal uznávaným vůdcem české šlechty, však nedokázal Petr Vok získat výraznější politický vliv. Oproti svému staršímu bratrovi se však Petr Vok stal předmětem legendy. Petr Vok se tak po své smrti proměnil ve vzor štědrého dobrodince a příkladného renesančního kavalíra. V obecném povědomí je pak vnímám především jako roztomilý prostopášník.
| „               | O dobrotivosti pana Petra Voka mnoho by se mohlo vypravovati, kteréž druhdy někteří poddaní obmyslní zle užívati chtěli a příliš, kdyby od věrných služebníků pán pamatován nebyl. ... | “ |
| — Václav Březan | |   |

Relativně brzy po smrti Petra Voka začala třicetiletá válka, která krvavě zasáhla nejen do dějin rožmberského dominia. V porovnání s hrůzami této války se téměř dvacetiletá vláda posledního Rožmberka nutně jevila jako doba idylického klidu.

## Hospodářská politika
V zájmu hledání rychlého peněžního zisku zcela popřel předchozí hospodářskou politiku svého staršího bratra, který spoléhal především na zisk z podnikání vedeného ve vrchnostenské režii. Na rozdíl od něho poskytoval svým poddaným různé úlevy, uvolňoval panský monopol (obzvláště v oblasti pivovarnictví a mlýnů), zlepšil postavení poddaných postoupením odúmrti. Za všechny úlevy platili poddaní hotovými penězi. Už v roce 1594 udělil Soběslavi a Bechyni rozsáhlé hospodářské a správní výsady. V následujícím roce pak v součinnosti s rožmberskými hejtmany a jinými odborníky vypracoval plán jednotného postupu vůči městům a městečkům rožmberského dominia. Jen za prvních osm měsíců roku 1596 udělil téměř třiceti městům a městečkům nová privilegia. Měšťané často získávali zpět práva, o které je připravil předchozí rožmberský vladař.

## Kulturní zájmy a mecenát
Na rozdíl od svého staršího bratra nesdílel Petr Vok Vilémovu zálibu v alchymii. Po Vilémově smrti nechal zatknout Antonia Michaela, který působil jako alchymista na rožmberském dvoře 27 let. Chtěl z něj vymoci peníze o které měl Viléma připravit. Antonius Michael zemřel 15. května 1593 ve vězení.
Na rozvoj mecenátu přírodních věd v Čechách měl významný vliv Rudolf II., který od roku 1583 trvale pobýval na Pražském hradě.
Brzy po smrti svého staršího bratra pokusil neúspěšně získat od českokrumlovských jezuitů jeho knihovnu, kterou jim Vilém v roce 1591 věnoval. Navzdory tomuto neúspěchu byla knihovna Petra Voka z Rožmberka se svými 11 000 svazky jednoznačně největší šlechtickou knihovnou v českých zemích v předbělohorském období. Kromě knih obsahovala také soubory map, grafických listů, hudebnin, iluminovaných rukopisů i opisy jinak nedostupných děl. Na rozdíl od mnoha jiných tehdejších majitelů velkých knihoven, kteří nakupovali velké knižní celky, se Petr Vok soustředil spíše na přímé nákupy od knihkupců v Praze, Českém Krumlově, ale i v Linci a na německém trhu. Po přestěhování do Třeboně nechal Petr Vok pro knihovnu s galerií a kunstkomorou postavit speciální budovu. Po smrti Petra Voka se páni ze Švamberka z podnětu Václava Březana rozhodli ponechat knihovnu v Českém Krumlově.
Ve své závěti z dubna 1610 odkázal Petr Vok roční výnos 4000 kop míšeňských grošů z příjmů panství Nové Hrady na založení nekatolického gymnázia v Soběslavi. Žáci za studium neměli platit a škola měla sloužit především k „poznání čisté pravdy Boží podle sv. Písem a pravé víry křesťanské dle konfessí české z roku 1575.“ Petr Vok počítal s tím, že nově vzniklé gymnázium převezme i rožmberskou knihovnu, k čemuž ale nedošlo. Už dříve také finančně podpořil Univerzitu Karlovu.
| „                        | Roku 1602, když Karlova kolej hrozila zřícením a stavové ... poskytovali pomoc, všechny překonal urozený pán a vladař pan Petr Vok z Rožmberka. | “ |
| — Jan Campanus Vodňanský | |   |

Ve službách Petra Voka působila řada významných osobností své doby jako byli historik Václav Březan, básník a sekretář Theobald Höck, kartograf Pavel Aretin z Ehrenfeldu, přírodovědec a lékař Heřman Bulderus, a další.

## Odraz vkultuře a umění

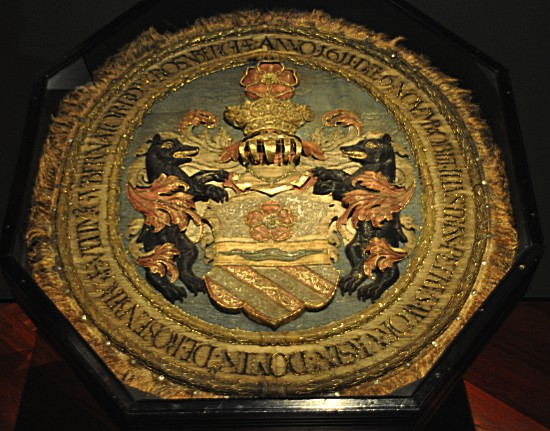
Pohřební štít Petra Voka

Osobnost Petra Voka z Rožmberka bývá spolu se Závišem z Falkenštejna považována za jeden ze dvou mezních bodů (počátek a konec) legendy rodu pětilisté růže. Ostatní představitelé Vítkovců se v legendách vyskytují jen velmi málo.
| „                        | Není v Čechách mezi panstvem rodu, jehož jméno by se zarylo do hlav od pokolení do pokolení, jako dávní korouhevníci pětilisté růže. | “ |
| — Václav Beneš Třebízský | |   |

Jiří Mařánek napsal o Vokově životě od r. 1611 do smrti knihu Barbar Vok (1938) – svou nejúspěšnější knihu, která se dočkala 11 vydání a reedicí, byla přepracována jako divadelní hra a též přeložena do němčiny. Údajný vztah Petra Voka a Zuzany Vojířové se stal předmětem divadelní hry Jana Bora Zuzana Vojířová z roku 1942, podle niž napsal v letech 1954–56 stejnojmennou operu Jiří Pauer. Tu pak roku 1983 zfilmoval režisér Petr Weigl. Petra Voka v ní ztvárnil herec Juraj Kukura (zpěv Václav Zítek). V polovině 80. let 20. století vydal Milan Švankmajer (pod pseudonymem Anežka Svobodová) populárně-naučnou monografii Petr Vok z Rožmberka, kterou ale odborná kritika pro věcné a faktografické chyby zavrhla. Jeho životní příběh (včetně příběhu jeho posledního manželství s Kateřinou z Ludanic) posloužil i jako námět pro dva české komediální filmy Svatby pana Voka a Pan Vok odchází, kde je pojednán s velkým zjednodušením i nadsázkou a humornou veseloherní formou (licentia poetica). Zatímco v prvním filmu jej ztvárnil český herec Miloš Kopecký, v druhém jej představoval Martin Růžek.
Petr Vok z Rožmberka je připomínán při pravidelných slavnostech pětilisté růže, kterých se každoročně účastní více než 23 000 českých i zahraničních návštěvníků. Počátky obnovení tradice slavností je potřeba vidět už v květnu 1968, kdy Antonín Zwiefelhofer inscenoval na českokrumlovském zámku divadelní hru na motivy představení Jana Bora o Zuzaně Vojířové, ve které představil Petra Voka jako velitele české vojenské hotovosti chystající se v roce 1594 do Uher. Její velký úspěch vedl k tomu, že ve dnech 8.–9. června proběhly obnovené slavnosti pětilistí růže. Po jejich opětovném zrušen po roce 1970 došlo k jejich obnovení až v roce 1990. Od té doby se osobnost Petra Voka stala neodmyslitelnou součástí těchto slavností. A tak zatímco v letech 1991–1994 byl Petr Vok představen v roli krajského hejtmana Bechyňska a také jako nově nastoupivší vladař po smrti svého staršího bratra, v letech 1998–2000 byl jejich námětem smyšlený rozhovor Petra Voka s Vilémem Březanem z dubna roku 1602, kdy se Petr Vok loučil s Českým Krumlovem a odcházel do Třeboně.
V roce 2011 se jeho podobizna ku příležitosti čtyřstého výročí vymření rodu objevila na čtyřicetidevíti korunové poštovní známce na aršíku Rožmberský rok – Petr Vok z Rožmberka, Vilém Vok z Rožmberka. Výtvarný návrh známky vyhotovil Oldřich Kulhánek a rytinu provedl Miloš Ondráček. V tomtéž roce probíhala od 19. května ve Valdštejnské jízdárně v Praze výstava Rožmberkové : rod českých velmožů a jeho cesta dějinami. K témuž kulatému výročí byla vydána pamětní stříbrná mince v hodnotě 200 Kč.
Po posledním Rožmberkovi je pojmenována i Číše Petra Voka, literární cena Jihočeského klubu Obce českých spisovatelů. Do prosince 2018 se po něm jmenovaly i vlaky kategorie rychlík R662 a R663 společnosti České dráhy jezdící na trase Brno hl. n. – Jihlava – České Budějovice – Plzeň hl. n. a zpět.